# صلاة نبو نيد
صلاة نبونيد هي خبر قصصي وصلنا باللغة الآرامية يصف آلام عذاب الملك البابلي نبونيد. التعافي من المرض المفروض عليه يتم رده في صلاة نبونيد إلى الاعتراف بإله اليهود على أنه الإله الأعلى والوحيد. بقي النص فقط في أجزاء من مخطوطة واحدة، عُثر عليها مع العديد من لفائف أخرى في عام 1952م في الكهف 4 بالقرب من خربة قمران على البحر الميت من قبل البدو. وهي الآن مملوكة لمتحف إسرائيل.

## المخطوطة 4Q242

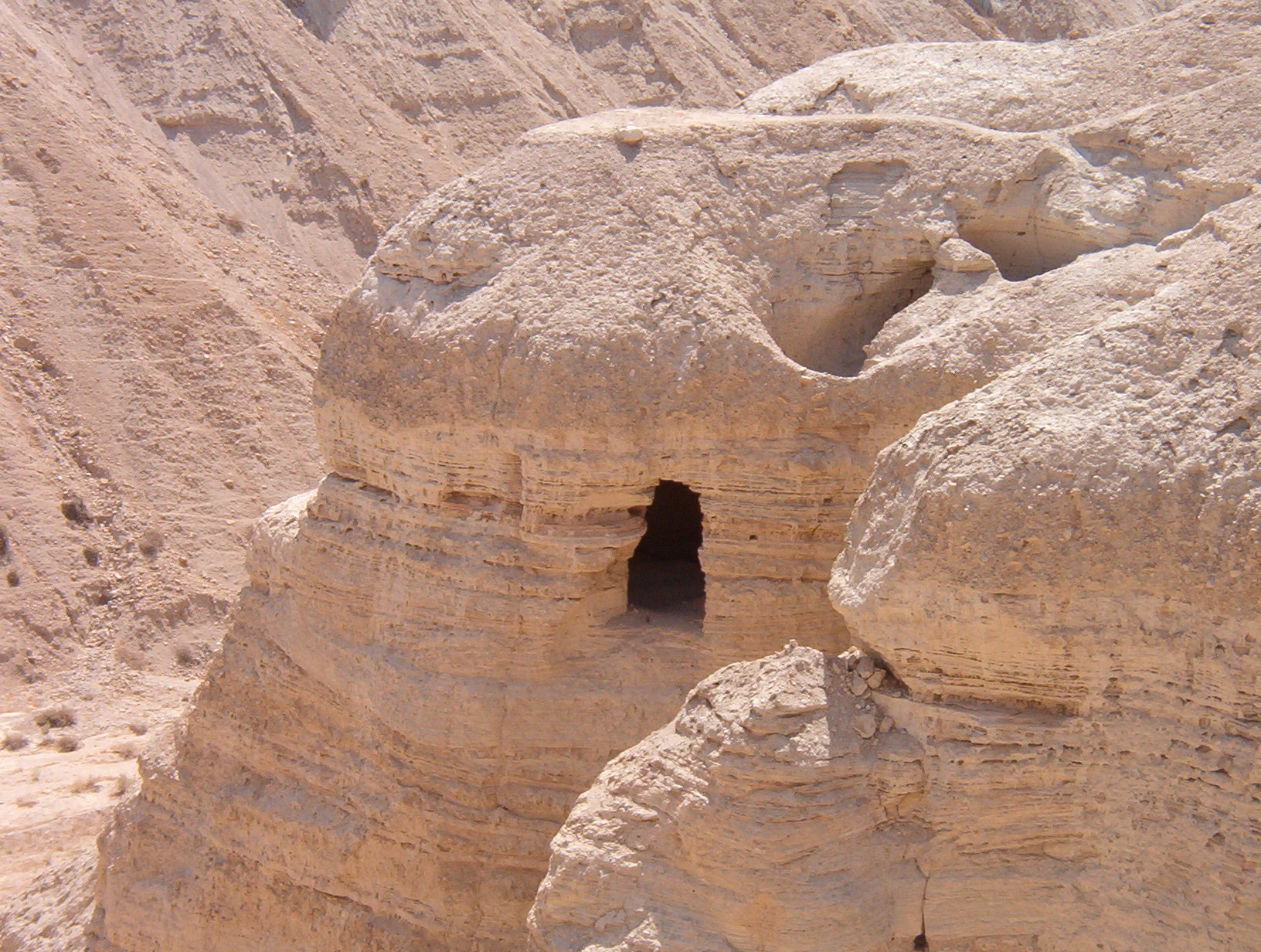
الكهف 4 بالقرب من خرائب قمران

تسمى المخطوطة الوحيدة الباقية من صلاة النابونيد 4Q242 أو 4QPrNab: الرقم 4 يرمز إلى رقم الكهف الذي عثر فيه على المخطوطة، والرقم 242 هو رقم متساسل. من الممكن تقسيم الجذاذة التي تم الحصول عليها إلى عمودين: الجذاذات من 1 إلى 3 تشكل عمودًا به بضع فجوات، بينما يُفترض أن الجذاذة 4 هي جزء من عمود آخر أو حتى من لفيفة مختلفة بسبب اختلاف جودة المواد.
الجذاذة 1 حجمها حوالي 8 × 8 سم وتتكون من ثلاثة أجزاء. الجذاذة 2 باقية بارتفاع 4.5 سم وعرض 1.5 سم من جزأين. حوالي 1.5 × 2.5   سم تقيس الجذاذة الثالثة. علاقة الجذاذة 1 بالجذاذتين 2a.b و 3 مثيرة للجدل ومن المفترض أن تتم قراءتها معًا. بينما قام الناشر الأول ميليك Józef T. Milik  ومرة أخرى مارتينيز Florentino García Martínez  بفصل بعض الحروف عن بعضها البعض، حاول فرانك م. كروس  وصل الجذاذات مباشرةً، وتبعه في ذلك كولينس J. Collins في طبعة اكتشافات في صحراء يهودا . ينتج عن هذا طول سطر تقريبي بين 115 و 125   مم، أي 39-43 حرف.وقد بقي بقايا حروف على تسعة سطور.
بقيت الحافة الأيمنة من العمود بوضوح في الجذاذة 1، وربما أيضًا الحافة العلوية. الجذاذة 4 غير منتظمة في الشكل. الجلود المشوهة بشدة تعقد القراءات وتظهر فقط بقايا حروف من خمسة أسطر. لانج A. Lange وسيكر M. Sieker يشككان بشدة في علاقتها بصلاة نبونيد بسبب الاختلافات المؤكدة في المواد والخطوط مقارنة بالجذاذات الأخرى. حتى أنهم يشككان بنتمائها إلى نفس اللفافة.
وفق مقارنات ميليك الباليوغرافية أُرخت الكتابات في السنوات ما بين 50 قبل الميلاد و 25  قبل الميلاد وبذلك في الفترة الانتقالية من الحشمونيين إلى إملاء الهيروديبن. عدا عن لذلك يحدد كروس F. M. Cross شكل الكتابة «خط شبه نسخي يهودي semicursive» من الربع الثاني من القرن الأول قبل الميلاد.
يُظهر الإملاء بعض الصيغ العتيقة مثل همون המון (أعيد بناؤها في العمود الأول، السطر 8) وانته אנתה (الجذاذة 4، السطر 4). ووجدت كلمة مستعارة من الفارسية (فتگم פתגם "مرسوم، شرعة)، وكذالك مفردات عبرية (شكن שׁכן "، القرحة، التهاب"). ومع ذلك، فإن تقييم الخصائص اللغوية مثير للجدل فيما يتعلق بالتصنيف الزمني.لانج وسيكر يدافعان عن فترة الصياغة في أواخر القرن الرابع أو أوائل القرن الثالث قبل الميلاد،  في حينف.يخمن مارتينيز    القرن الخامس ق.م. في المقابل، يعتبر فيتزمير J. Fitzmyer صلاة نبو نيد كأحد نصوص الآرامية الوسطى (200 قبل الميلاد حتى 200  مبلادي).

## المحتوى
يحتوي السطر الأول من الجذاذة الأولى على بداية العمل وأيضًا عنوانه: «كلمات الصلاة التي نابوناي [...] صلاها.» طبقًا لبيير K. Beyer  ، فإن صيغة اسم «نابوناي Nabunai» هو«شكل من صيغ النداء والتودد». ذكر تيماء في السطر 2 يجعل من غير المشكوك فيه أن المعني بهذه الصيغة هو نبو نيد ملك بابل. أمضى الأخير عشر سنوات في واحة تيماء، التي وسعها لمقر حكمه. ورد ذكر هذه الإقامة في حوليات نبو نيد ، التي نشرت لأول مرة في عام 1882 م، وما يسمى مقطع انابونيد الشعري. في عام الإصدار الأول لصلاة نبو نيد، تم العثور على نقش حران يورد فيه نبونيد كلامه الخاص بأحداث تلك السنوات.
في الصلاة، أفاد نابونيد أنه مصاب بقرحة لمدة سبع سنوات. أخيرًا، يجيب الإله على دعائه ويغفر خطيته ويشفيه. ثم يأتي يهوديًا إلى نابونيد ويطلب منه أن يعلن شفاءه علانية. ينظر نابونيد إلى الوراء على سبع سنوات من مرضه ويصف كيف صلى عبثا للآلهة الأخرى المصنوعة من المعدن والخشب.
الجذاذة 4 تتملص تقريبا من التفسير. قد يخبر السطران 1 و 2 عن الشفاء، السطر 3 عبارة عن زيارة من أصدقاء نابو نيد.

## العلاقة بالتقاليد الأخرى
في كتاب التناخ سفر دانيالالاصحاحين الثالث والرابع قصة عن نبوخذ نصر الثاني تشبه صلاة نبونيد. فيها أيضًا، ذكر الملك البابلي الذي يقع فريسة للمرض. تتوافق «سبع سنوات» في صلاة نبونيد مع «سبع مرات» في سفر دانيال. تماما مثل صلاة نبونيد، السرد في كتاب دانيال هو إلى حد كبير بصيغة المتكلم المفرد. في كلتا الحالتين، يلعب يهوديًا دورًا حاسمًا. يؤكد العثور على نص قمران الافتراض الذي سبق تقديمه  بأن النص في دانيال يعود أيضًا إلى التقليد الذي يتعامل مع نابونيد.
في سياق التقاليد، رُكبت القصة على نبوخذ نصر، الذي له شأن أهم في التقليد اليهودي. عادةً ما يفترض البحث أن الروايات الواردة في سفر دانيال تعتمد على صلاة نبو نيد، لكن هناك علاقة عكسية أيضًا: تستخدم صلاة نبونيد صيغًا عديدة من دانيال، وهي أكثر توافقًا مع التوحيد وتحاول سد الفجوة التاريخية بين الاصحاحين دانيال 4 و 5، أي بين نبوخذ نصر وبداية الحكم الفارسي.
هناك احتمال ثالث يدرسه لانج وسيكر: كلاهما سفر دانيال وصلاة نبونيد مستمدان من السجال النبونيدي قي العصر الفارسي وإثرائه بتأويلات يهودية. ليس من الضروري افتراض تعالق تاريخي تقليدي.
تذكر النصوص البابلية إقامة نابونيد لمدة عشر سنوات في تيماء. أكد الملك البابلي مرارًا على تبجيله لإله القمر سين حران وإله الشمس شمش. لم يتم ذكر توجه نبو نيد إلى الإله اليهودي أو إلى عراف يهودي في السجلات البابلية.
هناك تماس نوعًا ما أيضًا مع قصة وفاة أنطيوخوس الرابع الظاهر في سفر المكابيين الثاني، الإصحاح التاسع: 5- 27 

## النص والترجمة
- Die aramäischen Texte vom Toten Meer: Samt den Inschriften aus Palästina, dem Testament Levis aus der Kairoer Genisa, der Fastenrolle und den alten talmudischen Zitaten; aramaistische Einleitung, Text, Übersetzung, Deutung, Grammatik/Wörterbuch, deutsch-aramäische Wortliste und Register. Göttingen: Vandenhoeck & Ruprecht. ص. 223–224. ISBN:3-525-53571-6. Vandenhoeck & Ruprecht، Göttingen 1984، ISBN 3-525-53571-6 ، p.   –
- جون ج. كولينز: 242.4QPrayer of Nabonidus ar. في: جورج ج. بروك يو.   أ. (إد.): قمر الكهف 4. سابع عشر: النصوص المكافئة 3 (DJD XXII). أوكسفورد 1996، 83-93.
- جوزيف ت. ميليك: Priére de Nabonide et autres écrits d'un cycle de Daniel. شظايا ارمين دي قمران 4. In: Revue Biblique 63 (1956)، 407-415.
- إميل بوتش: La Prière de Nabonide (4Q242). In: Kevin J. Cathcart؛ مايكل ماهر (محرر): دراسات تاروميك وما شابهها. مقالات تكريما لمارتن ماكنمارا. JSOT. S 230. شيفيلد 1996، 208-227.
- أنيت ستيودل   أ. (إد.): نصوص قمران الثاني. دارمشتات 2001، 159-165.265-266.

## أدبيات الموضوع
- جون ج. كولينز: ضوء جديد على كتاب دانيال من لفائف البحر الميت. في: فلورنتينو غارسيا مارتينيز؛ إدوارد نورت (إد.): وجهات نظر في دراسة العهد القديم واليهودية المبكرة. ندوة على شرف آدم إس. فان دي وودي بمناسبة عيد ميلاده السبعين (ملاحق إلى شهادة Vetus Test 73). ليدن 1998، 180-196.
- فرانك مور الصليب: شظايا من صلاة نابونيدوس. In: Israel Exploration Journal 34 (1984)، 260-264.
- فلورنتينو غارسيا مارتينيز: صلاة نابونيدوس. توليف جديد. في: ديرس.: قمران ومروع. دراسات على النصوص الآرامية من قمران. (دراسات على نصوص صحراء يهوذا 9. ) ليدن 1992، 116-136.
- ارمين لانج ماريون سيكر: النوع والقيمة المصدر لصلاة النبوية. في: هاينز جوزيف فابري ارمين لانج هيرمان ليشتنبرغر (ed.): دراسات قمران. محاضرات وإسهامات المشاركين في ندوة قمران في الاجتماع الدولي لجمعية الأدب الإنجيلي، مونستر، 25-26 يوليو 1993. كتابات المعهد اليهودي Delitzschianum 4. غوتنغن 1996، 3-34.
- أندرو شتاينمان: الدجاج والبيضة. اقتراح جديد للعلاقة بين صلاة نابونيدس وكتاب دانيال. In: Revue de Qumran 20 (2002)، 557-570.
- آدم إس. فان دير وودي: تعليقات على صلاة نابونيدوس. In: Mathias Delcor (ed.): قمران. Sa piété، sa théologie، et son milieu. لوفين 1978، 120-129.

## دليل المواقع
- Jona Lendering: Jona Lendering: في: Livius.org (الإنجليزية)
- صور لشظايا 4Q242